# Topovlje
Topovlje – wieś w Słowenii, w gminie Braslovče. 1 stycznia 2017 liczyła 117 mieszkańców.